# HMS Howe (32)
HMS Howe var det sista av de fem brittiska slagskeppen i King George V-klassen i Royal Navy. Hon byggdes av Fairfield Shipbuilding and Engineering Company, kölsträcktes den 1 juni 1937 och sjösattes den 9 april 1940. Hon skulle ursprungligen ha fått namnet Beatty men detta ändrades till Howe, efter amiral Richard Howe.
Howe färdigställdes den 29 augusti 1942 efter att byggtiden hade förlängts, eftersom material hade omdirigerats till fartyg med högre prioritet, såsom konstruktion och reparation av handelsfartyg och eskortfartyg. Liksom sitt systerfartyg HMS Anson tillbringade Howe större delen av sin aktiva tjänstgöring i Arktis för att beskydda de arktiska konvojerna.
1943 deltog Howe i Operation Husky och besköt Favignana och flottbasen i Trapani för att stödja de allierades landstigningar. Tillsammans med King George V eskorterade Howe två beslagtagna italienska slagskepp till Alexandria. Howe skickades också till Stilla havet och knöts till den brittiska Stillahavsflottan (Insatsstyrka 113), där hon bidrog med eldunderstöd för de allierades landstigning vid Okinawa den 1 april 1945.
Efter kriget tillbringade Howe fyra år som flaggskepp för träningsskvadronen i Portland, innan hon placerades i reserv 1950. Slagskeppet utrangerades 1957 och skrotades 1961.

## Konstruktion
Efter första världskriget utarbetades Washingtonfördraget 1922 för att försöka stoppa en kapprustning mellan Storbritannien, Japan, Frankrike, Italien och USA. Detta fördrag begränsade antalet fartyg som varje nation fick bygga och satte ett tak för tonnaget på alla slagskepp på 35 000 ton. 1930 förlängdes dessa restriktioner genom Londonfördraget, men i mitten av 1930-talet hade Japan och Italien dragit sig ur båda dessa fördrag och britterna blev oroliga över bristen på moderna slagskepp i sin flotta. Som ett resultat av detta beordrade amiralitetet byggandet av en ny slagskeppsklass: King George V-klassen. På grund av bestämmelserna i både Washington- och Londonfördraget, som båda fortfarande var i kraft när King George V konstruerades, begränsades klassens huvudbeväpning till 35,6 cm kanoner. De var de enda slagskepp som byggdes vid den tiden som följde fördraget och även om det snart blev uppenbart för britterna att de andra signatärerna av fördraget ignorerade dess krav, var det för sent att ändra klassens utformning innan de påbörjades 1937.
Howe kölsträcktes 1 juni 1937, som det sista fartyget i King George V-klassen, på Fairfield Shipyard i Govan. Hon skulle ursprungligen ha fått namnet HMS Beatty, efter amiral David Beatty, befälhavare för den brittiska slagkryssareskadern vid Skagerrakslaget, men namnet ändrades till HMS Howe, efter amiral Richard Howe. Den 9 april 1940 sjösattes Howe och hon färdigställdes den 20 augusti 1942.

## Design
Howe hade ett deplacement på 39 780 ton när det byggdes och 45 220 ton fullt lastat. Hon hade en total längd på 227,1 meter, en bredd på 31,4 meter och ett djupgående på 9,0 meter. Hennes metacentriska höjd varierade mellan 1,85 meter och 2,46 meter.
Fartyget drevs av växlade Parsonturbiner som drev fyra propelleraxlar. Ångan kom från åtta Admiralty 3-drum vattenrörspannor, som normalt levererade 100 000 hästkrafter (75 000 kW) men kunde producera 110 000 shp (82 000 kW) vid kortvarig överbelastning. Detta gav Howe en topphastighet på 27,62 knop (51,15 km/h). Fartyget hade en kapacitet för 4 300 ton brännolja. Hon hade också 200 ton dieselolja, 300 ton reservmatningsvatten och 442 400 ton färskvatten. Vid full fart hade Howe en räckvidd på 2 600 nautiska mil (4 800 km) vid 27 knop (50 km/h).

### Bestyckning

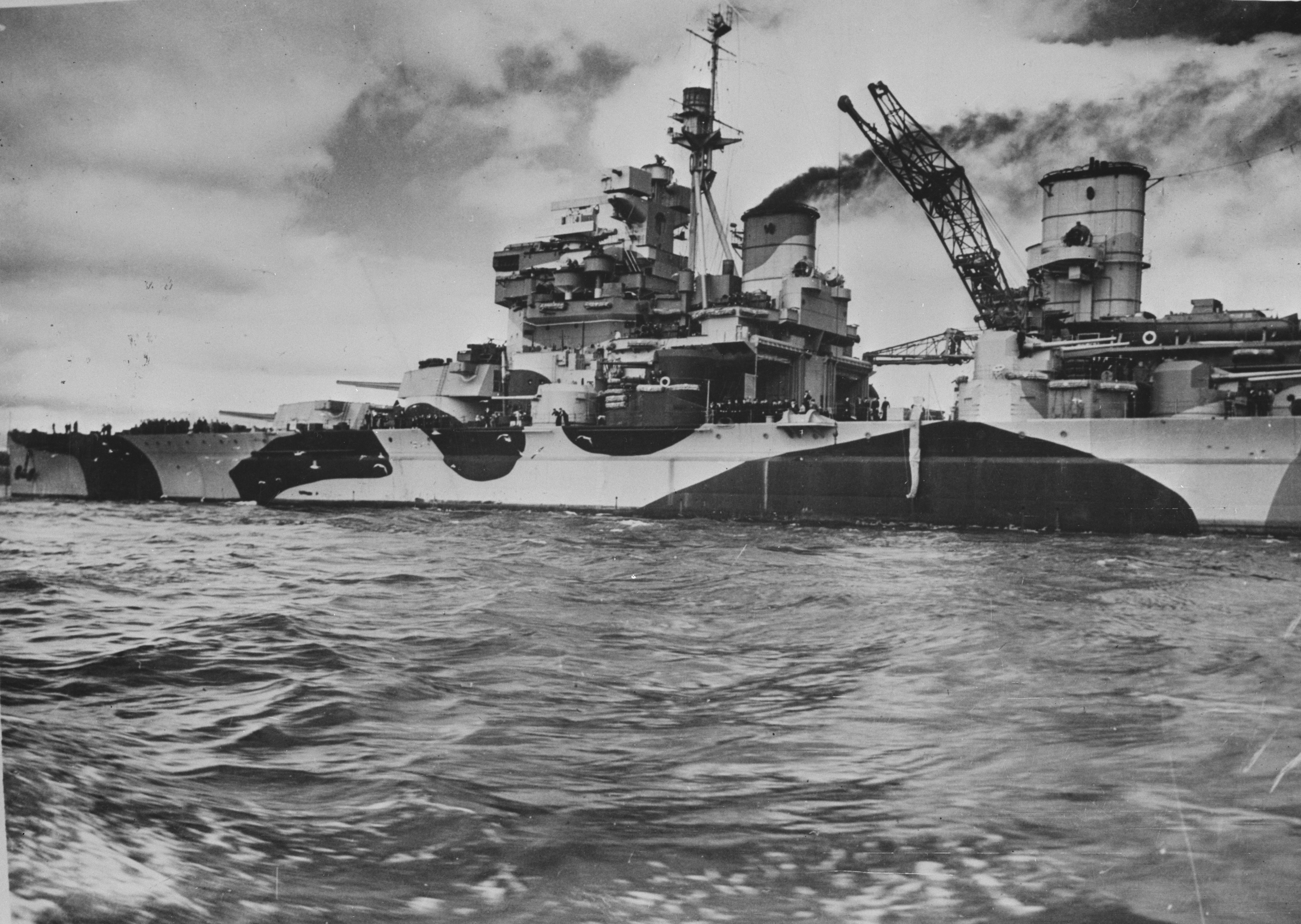
HMS Howe, 1943

Howes huvudartilleri bestod av 10 BL 35,6 cm Mk VII-kanoner. Kanonerna var monterade i ett Mark II-dubbeltorn i fören och två Mark III fyrdubbla torn, ett i fören och ett i aktern. Kanonerna kunde höjas 40 grader och sänkas 3 grader. En bredsida vägde 7 230 kg och en salva kunde avfyras var 40:e sekund. Den sekundära beväpningen bestod av 16 QF 13,3 cm Mk I-kanoner som var monterade i åtta dubbeltorn och vägde 81 ton vardera. Mk I-kanonernas maximala räckvidd var 22 010 meter i 45 grader med HE-granater i 814 m/s, den maximala höjden de kunde bekämpa flygplan på var 14 935,2 meter. Kanonerna kunde höjas till 70 grader och sänkas till 5 grader. Den nominella eldhastigheten var tio till tolv skott per minut, men i praktiken kunde kanonerna bara avfyra sju till åtta skott per minut. Från början hade Howe, tillsammans med sina huvud- och sekundära batterier, 48 stycken QF 40,0 mm Mk.VIII "pom-pom" luftvärnskanoner och 18 stycken 20 mm Oerlikon lätta automatkanoner.

## Tjänstgöring

### Hemmaflottan

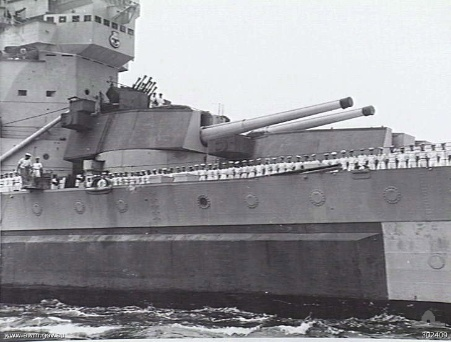
Howes "B" torn, "Sydney", 1944

Howe anslöt sig till hemmaflottan den 30 augusti 1942 efter att byggtiden hade förlängts på grund av brådskande krav från industrin. Liksom sitt systerfartyg Anson tillbringade hon de första åren av sin karriär i arktiska vatten och skyddade konvojer på väg till Ryssland. 31 december 1942 gav Howe och hennes systerfartyg King George V distansskydd åt konvoj RA 51, som anlände säkert till Loch Ewe den 9 januari 1943. Howe och King George V gav också distansskydd åt konvoj RA 53 den 1 mars 1943 och hjälpte till att rädda besättningarna från sänkta handelsfartyg. 1943 förflyttades Howe tillsammans med King George V till Gibraltar för att delta i Operation Husky, den allierade invasionen av Sicilien; de amerikanska slagskeppen Alabama och South Dakota ersatte de i hemmaflottan. De två brittiska fartygen besköt Favignana och flottbasen i Trapani den 11-12 juli. Baserad i Alger erbjöd de två fartygen också skydd under Operation Avalanche - de allierades landstigning i Salerno - som inleddes den 7 september. Den 14 september eskorterade Howe och King George V de beslagtagna italienska slagskeppen Vittorio Veneto och Italia till Alexandria.
I slutet av oktober 1943 hade Howe och King George V återvänt till Storbritannien. I slutet av året genomgick Howe en lång översyn i Devonport, där ett antal ändringar gjordes, bland annat en ökning av hennes luftvärn och ändringar i hennes radarsystem. Ändringar genomfördes i officers- och besättningsrummen för verksamhet i tropiskt klimat; dessa omfattade förändringar i isoleringen och installation av luftkonditionering.

### Operationer i Stilla Havet

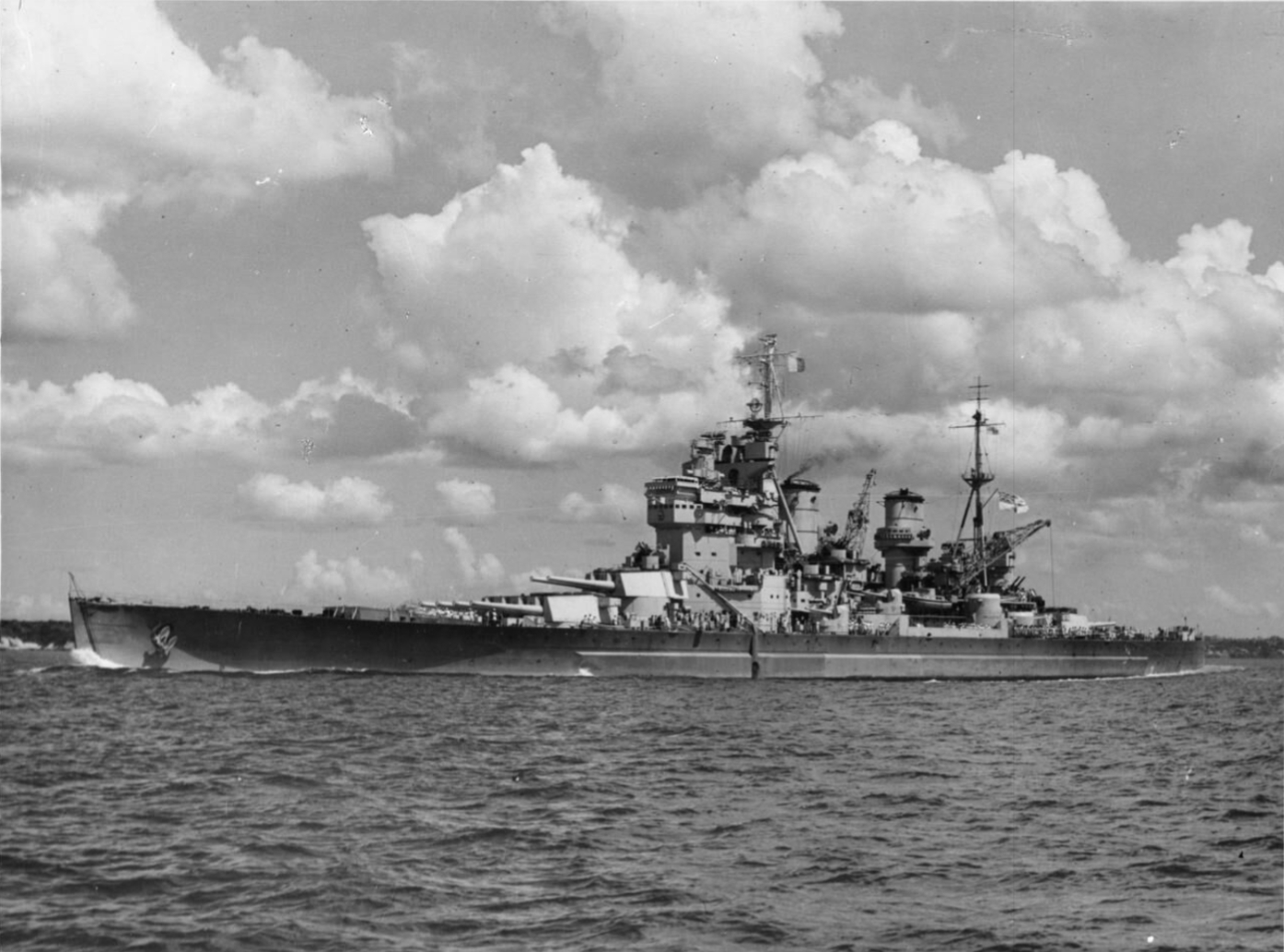
Howe i Auckland, 1945

Den 8 augusti 1944 anlände Howe till Trincomalee på Ceylon för att ansluta sig till den östra flottan. Hon var det första moderna brittiska slagskeppet som sattes in i östra farvatten sedan förlusten av Prince of Wales i december 1941. Howe togs snabbt i bruk och gav skydd åt hangarfartygsbaserade flygoperationer mot mål på Sumatra. I december flyttades hon till Sydney, där hon seglade till Auckland, Nya Zeeland. I februari 1945 seglade Howe och King George V från Sydney för att inleda operationer i Stillahavsområdet; tillsammans med fyra hangarfartyg, fem kryssare och femton jagare utgjorde de Insatsstyrka 113.
Styrka 113:s (då omdöpt till Styrka 57) första stora uppdrag var Operation Iceberg - stöd till USA:s landstigning på Okinawa - som inleddes den 1 april 1945. Styrkan utsattes för sporadiska japanska kamikaze-attacker, men de två fartygen klarade sig oskadda. Howes luftvärnsbatterier lyckades också skjuta ner ett anfallande kamikazeplan. De två fartygens huvudsakliga roller var luftförsvar och landbombardemang, det senare utfördes med stor precision, särskilt av Howe mot luftvärnsanläggningar på ön Miyako, halvvägs mellan Okinawa och Formosa.

### Efterkrigstiden

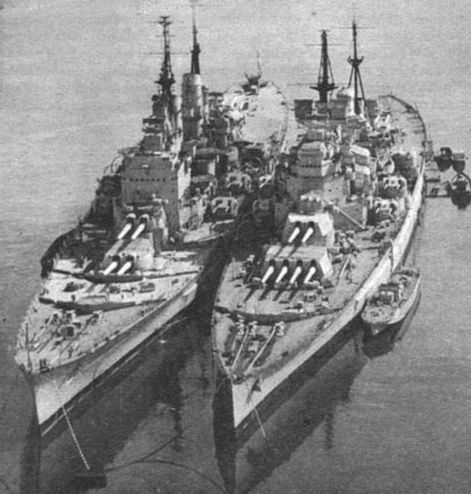
Howe (höger), och Vanguard placerade i reservflottan i Devonport, 1956

Den första veckan i juni 1945 var Howe tillbaka i Sydney och nästan omedelbart beslutades det att hon skulle få en ombyggnad i Durban i Sydafrika. Det var här som hon tillbringade resten av kriget. Hon flyttades tillbaka till Portsmouth i januari 1946. År 1951 placerades Howe i reserv och bogserades till Devonport. Hon såldes som skrot 1957. Den 27 maj 1958 bogserades Howe till Inverkeithing för att skrotas av Thos W. Ward. Royal Navy överlämnade fartygsklockan till St Giles' Cathedral i Edinburgh.

## Ombyggnader
Under sin karriär byggdes Howe om vid flera tillfällen för att installera ny utrustning:
| Datum                     | Varv       | Beskrivning |
| ------------------------- | ---------- | --- |
| Mars 1943                 |            | 22 x enkelmonterade 20 mm kanoner tillagda |
| December 1943 – maj 1944  | Devonport  | 6 x enkla 20 mm kanoner borttagna, 2 x fyrdubbelt- och 2 x oktupelt monterade 40 mm "pom-pom" luftvärnskanoner, 4 x dubbelmonterade 20 mm tillagda. Flygplansfaciliteter också borttagna |
| 29 juni – september 1945  | Durban     | 34 x enkelmonterade 20 mm kanoner borttagna, 18 x enkelmonterade och 6 x fyrdubbelt monterade 40 mm kanoner tillagda                                                                     |
| Sent 1945                 |            | 6 x enkelmonterade 40 mm luftvärnskanoner borttagna |
| 21 januari – 14 mars 1946 | Portsmouth | 6 x fyrdubbelt monterade 40 mm kanoner tillagda, 8 x enkelmonterade 40 mm kanoner borttagna                                                                                              |
| Maj 1948 – juni 1949      | Devonport  | 2 x fyrdubbelt monterade 40 mm kanoner borttagna |